# Saison Brune 2.0 (Nos empreintes digitales)
Saison Brune 2.0 (Nos empreintes digitales) est une bande dessinée en noir et blanc de Philippe Squarzoni publiée en 2022 par les éditions Delcourt. 

## Synopsis
Dix ans après la publication de Saison Brune, Philippe Squarzoni traite cette fois de la question du rôle croissant des technologies numériques dans nos sociétés. Il s'interroge sur l'avenir et se met en scène en compagnie de sa fille préadolescente. Il a néanmoins beaucoup hésité à la faire figurer dans l'album.  
Les confinements décrétés pour faire face à la pandémie de Covid-19 ont favorisé un recours accru à ces technologies, avec le développement du télétravail, des loisirs numériques et des achats en ligne. Le numérique est parfois présenté comme un outil pour permettre la transition écologique. La très forte consommation énergétique des centres de données, l'ampleur du réseau de câbles sous-marins, et demain des satellites qui font circuler les données autour de la planète, sont invisibles pour les usagers de base. A cela s'ajoute le coût écologique de la fabrication des smartphones ou ordinateurs, que leurs utilisateurs sont incités à changer souvent, par la publicité ou à cause de l'obsolescence programmée. Le développement des objets connectés devrait encore accroître l'impact écologique de ce secteur. 
Les grandes entreprises qui contrôlent ce secteur ne recherchent pas la sobriété, elles ont comme objectif d'inciter le public à consommer sans cesse davantage de produits numériques pour maximiser leurs profits (économie de l'attention). Elles incitent à céder sans cesse plus de données personnelles pour placer des publicités ciblées (économie de la surveillance). Elles favorisent également la diffusion de fake news et fragilise les démocraties. Les technologies numériques ont néanmoins des avantages indéniables, l'auteur estime que les États devraient les réguler et ne pas les laisser sous le contrôle des grandes entreprises de la Silicon Valley.  

## Accueil critique
Sur le site BDZoom.com, Philippe Tomblaine estime que Philippe Squarzoni aborde "son sujet avec empathie, ironie ou humour noir, au travers de scénettes du quotidien qui interrogent à elles seules sur notre rapport humain et matériel au monde virtuel." et que "l’album, cheminement intuitif, raisonné et engagée, dépasse le cap de la simple liste des vérités qui dérangent pour filer ailleurs."